# Китайцы во Франции
Китайская диаспора во Франции состоит из китайцев по национальности, родившихся во Франции или иммигрировавших во Францию. Она является частью китайской диаспоры за рубежом. Её численность в 2006 году оценивалась в 200—300 тысяч человек.

## История

### XVII век
Первыми китайцами во Франции, записи о которых имеются в истории, были крещёные китайцы Шэнь Фуцзун, попавший во Францию в 1684 году, и Хуан Цзялюэ (1679—1716), который был доставлен иезуитскими миссионерами ко двору Людовика XIV и стал первым преподавателем китайского языка во Франции.

### Первая мировая война
Накануне Первой мировой войны китайцев во Франции почти не было — по официальным данным их насчитывалось в 1911 году только 281 человек. В основном это были мелкие торговцы.
Ситуация изменилась в 1915—1916 годах, когда Великобритания наняла в Китае около 100 тысяч человек, а Франция — порядка 40 тысяч человек. Этот персонал был направлен во Францию, так как Западный фронт испытывал огромную нужду в людях. Китайцы осуществляли разминирование, чинили дороги, разгружали корабли. Многие годы об их вкладе в войну не упоминалось вообще.
Во Францию отправлялись люди в возрасте от 20 до 35 лет из китайских провинций Хэбэй, Цзянсу и Шаньдун. Они работали разнорабочими в тыловых зонах, помогали строить склады, ремонтировать железные и обычные дороги, разгружали суда в портах. Некоторые из них работали на оружейных заводах или судостроительных верфях за жалкую плату в 3-5 франков в день. Союзники рассматривали их просто как дешёвую рабочую силу, и даже не позволяли покидать лагеря и контактировать с местными жителями, различали их только по личным номерам. По окончании войны их использовали для расчистки минных полей, уборки трупов и засыпки окопов.
После заключения перемирия большинство китайцев было отправлено домой. Около десяти тысяч погибло в результате боевых действий, подорвалось на минах или стало жертвами разразившейся в конце войны пандемии испанского гриппа; их останки погребены на 30 французских кладбищах, в том числе на крупнейшем военном кладбище в Noyelles-sur-Mer, где имеется 842 могильных камня с выбитыми на них китайскими иероглифами. Оставшиеся во Франции 5-7 тысяч человек позднее сформировали ядро китайской диаспоры Парижа.
Начиная с 2002 года, каждый апрель, в дни китайского праздника поминовения усопших, на кладбище в Noyelles-sur-Mer проводится церемония в память китайских рабочих, павших в годы Первой мировой войны. На церемонии присутствуют представители французских ветеранских организаций, посол Китая во Франции и члены китайских обществ во Франции.

### После Первой мировой войны
После 1919 года число китайцев во Франции несколько возросло благодаря тому, что новое китайское республиканское правительство начало направлять студентов на учёбу в Европу (в частности, во Франции учились такие будущие лидеры КНР, как Чжоу Эньлай и Дэн Сяопин). Несколько тысяч оставшихся сформировали первое постоянное китайское сообщество во Франции, первоначально концентрировавшееся в районе Лионского вокзала на востоке Парижа, а впоследствии — в районе Музея искусств и ремёсел в III округе Парижа.
В 1930-40-х годах в Париже (как и во многих других европейских городах) поселились выходцы из китайского города Вэньчжоу. Они работали в кожевенном производстве рядом с еврейскими кварталами в III округе Парижа. Взявшая в свои руки оптовую торговлю, откуда евреи были вытеснены во время немецкой оккупации Франции в ходе Второй мировой войны, китайская диаспора всё ещё существует в Париже, хотя и является относительно разобщённой.

### Наше время
Изгнание китайцев из Вьетнама в 1970-х привело к новой волне эмиграции китайцев во Францию и расселению их в кварталах с многоэтажной застройкой в районе Porte d’Italie в XIII округе, где находится парижский Чайнатаун.
Начиная с 1980-х годов эмиграция начала расти, её основным источником стали КНР и страны бывшего Французского Индокитая. Помимо Парижа, значительное количество китайцев проживает также в Лионе и Марселе.
Китайской деятельности способствуют растущие инвестиции из КНР во Францию. Если в 2009 году объем прямых китайских инвестиций во Францию составил 2,7 млрд долларов, то в 2011 году уже 9,8 млрд долларов.